# Cantón de Mâcon-Centro
El cantón de Mâcon-Centro era una división administrativa francesa, que estaba situada en el departamento de Saona y Loira y la región de Borgoña.

## Composición
El cantón estaba formado por una comuna, más una fracción de la comuna que le daba su nombre:
- Charnay-lès-Mâcon
- Mâcon (fracción)

## Supresión del cantón de Mâcon-Centro
En aplicación del Decreto n.º 2014-182 de 18 de febrero de 2014, el cantón de Mâcon-Centro fue suprimido el 22 de marzo de 2015 y sus 2 comunas pasaron a formar parte; una del nuevo cantón de Mâcon-1 y la fracción de la comuna que le daba su nombre se unió con las demás fracciones para que, por medio de una reestructuración cantonal, fueran creados los nuevos cantones de Mâcon-1 y Mâcon-2.